# مغادرة لاس فيغاس (فلم)
مغادرة لاس فيغاس (بالإنجليزية: Leaving Las Vegas) هو فيلم دراما تم إنتاجه في الولايات المتحدة وصدر في سنة 1995.

## بطولة
- نيكولاس كيج
- إليزابيث شو

### ترشيحات وجوائز
| السنة | الحدث | الفئة            | النتيجة  |
| ----- | ----- | ---------------- | -------- |
|       |       | أوسكار أحسن ممثل | فـــــوز |

## الميزانية والإيرادات
بلغت تكلفة إنتاج الفيلم حوالي 3.6 مليون دولار بينما حقق أرباحا تقدر بـ 32,029,928 دولار.

## وصلات خارجية
- مقالات تستعمل روابط فنية بلا صلة مع ويكي بيانات